# 仙台市立七郷中学校
仙台市立七郷中学校（せんだいしりつ しちごうちゅうがっこう）は、宮城県仙台市若林区荒井8丁目にある公立中学校である。

## 概要
- 仙台市南東部に位置している田園地帯に校舎がある。学区内は2011年3月11日の東日本大震災の被災地である仙台市の沿岸部も含まれる。
- 最近では周辺が、土地区画整理され、住宅地へと変化しつつある。

## 教育目標
- 自主・連帯・規律の精神を培い、心身共に健康で人間性豊かな生徒の育成

## 沿革
- 1947年（昭和22年）4月18日 - 開校。
- 1948年（昭和23年）2月 - 校歌制定。
- 1956年（昭和31年）6月 - 体育館落成。
- 1973年（昭和48年）8月 - プール完成。
- 1979年（昭和54年）4月 - 蒲町中学校新設により、本校から生徒78名が移籍。
- 1982年（昭和57年）4月 - 新体育館落成。
- 1995年（平成7年）5月 - 柔・剣道場落成。
- 2011年（平成23年）3月11日 - 14時46分頃に発生した東日本大震災により、校舎内外に甚大な被害が生じた。
- 2015年（平成27年）1月 - 新特別教室棟完成使用開始。

## 学区
- 七郷小学校学区

## 部活動
運動部　
- 野球、サッカー、バドミントン、軟式テニス、バスケットボール、バレーボール(女子)、ソフトボール(女子)、剣道、陸上、水泳、柔道

文化部
- 吹奏楽、創作

特設部
- 駅伝

## 生徒数などの推移
| 年度 | 男子 | 女子 | 計  |
| ---- | ---- | ---- | --- |
| 2009 | 236  | 198  | 434 |
| 2008 | 239  | 212  | 451 |
| 2007 | 215  | 204  | 419 |
| 2006 | 207  | 220  | 427 |
| 2005 | 201  | 208  | 409 |
| 2004 | 212  | 210  | 422 |
| 2003 | 225  | 199  | 424 |
| 2002 | 219  | 208  | 427 |